# 圣母池
圣母池又名八卦井，位于中国广西壮族自治区桂林市东安路中段北侧，建于1490年。
明天顺六年（1462年）广西贺县桂岭乡的瑶族土官李福斌遭官兵征剿，其幼女被掳押解进京。途中，曾在桂林古茶庵歇息住宿，并取庵前井水梳洗。其女进宫后先为女史，后得明宪宗宠幸，生弘治帝。后被万贵妃害死。弘治帝登基后，追封其为孝穆皇太后。弘治三年（1490年），弘治帝下诏将该古茶庵建为圣寿寺，将其母取水之井扩建，并赐名为圣母池。又在池东为李福斌建庆元伯祠，树诰封碑。圣寿寺今已毁，井尚完好。
池口呈八角形，以八块规整石料砌成，上刻走兽水神，每块宽1.12米，高0.73米，其间以花苞顶石方柱相连，南、北、西南、西北井栏刻有浮雕，并有云纹和奔鹿、戏水鸳鸯、象和奔马等图案，东南、西南和南面方柱为嘉靖七年（1528年）重修时的阴刻题记，书“东圈街阁街募捐重修圣母池，戊子年立”等子。池深约7米，直径为2.3米。中部稍宽，有三层，分别为八面、四面和圆面。八面和四面两层之井壁上有立姿造像龛，均为秉笏文臣像三尊和金刚像一尊。池底为圆形，中央嵌有一石刻四孔金钱泉眼，有水用处。该池是桂林历史上四大名池之一。1986年对该池进行了清理。1987年公布为桂林市文物保护单位。